# Muzyka Odnaleziona
Muzyka Odnaleziona – polska fundacja zajmująca się dokumentowaniem tradycyjnej muzyki wiejskiej z obszaru Polski, Ukrainy, Białorusi.
Twórcami i założycielami są Andrzej Bieńkowski i Małgorzata Bieńkowska. Fundacja powstała w 2012 roku.
Założenie fundacji poprzedziły wieloletnie badania i dokumentowanie tradycyjnej muzyki wiejskiej Polski, potem także terenów na wschód od polskich granic – Ukrainy i Białorusi. W 2007 roku powstało wydawnictwo, które publikuje zbiory (nagrania, zdjęcia) w postaci w postaci książeczek z płytami CD.
Fundacja zajmuje się archiwizowaniem i udostępnianiem zbiorów związanych z muzyką tradycyjną, będących w depozycie fundacji. Na depozyt składają się taśmy audio i wideo, fotografie z nagrań terenowych oraz zdjęcia archiwalne, zbierane po wsiach. Obok ogromnych zbiorów własnych Muzyka Odnaleziona deponuje zbiory innych badaczy, zbieraczy folkloru, głównie w postaci kopii cyfrowych.

## Projekty fundacji
- 2017- 18 – Kanon STU -100 artykułów – prezentacja postaci muzykantów, zespołów, śpiewaczek ważnych dla tradycyjnej muzyki wiejskiej, będących w zbiorach fundacji. Materiały o postaciach z obszaru Polski Centralnej, Lubelszczyzny, w Rzeszowskiego, nagrań z poboczy Ogólnopolskiego Festiwalu Kapel i Śpiewaków Ludowych w Kazimierzu (muzycy z całej Polski);
- od 2016 – Muzyka teraz – wizytówki muzykantów i zespołów – mistrzów ze wsi, którzy dzielą się swoją muzyką oraz pokolenia, które muzykę wsi poznało z terminowania u muzykantów, z własnych badań terenowych, nagrań, archiwów.;
- od 2015 – Kanon trzech – we współpracy z Festiwalem Wszystkie Mazurki Świata – podczas jesiennej edycji festiwalu organizacja cyklu koncertów poświęconych wybitnym wiejskim muzykom, śpiewaczkom: Kazimierzowi Meto, Józefowi Kędzierskiemu, Janowi Lewandowskiemu, Marianowi Bujakowi, harmoniście Konstantemu Kędziorze, śpiewaczce z Ukrainy Dominice Czekun[2];
- 2016, 17 – Młyn harmonistów w Gostomii nad Pilicą – koncerty, zabawa na dechach, warsztaty, wystawy i spotkania z muzyką tradycyjną okolic Radomia;
- 2015-17 – Kolberg po żydowsku – koncerty i spotkania przywracające pamięć o muzyce żydowskiej, granej na wsiach. Opowieści i granie tradycyjnych muzykantów, którzy zetknęli się z kulturą żydowską;

od 2012 – Archiwum Muzyki Wiejskiej – formalne utworzenie wyodrębnionego zbioru zasobów fundacji, rozpoczęcie prac archiwizacyjnych, digitalizacja istniejących nagrań audio, filmów (nagrania gry, wywiady z muzykantami, śpiewaczkami), fotografii z badań terenowych Andrzeja i Małgorzaty Bieńkowskich, dokumentacji życia wsi oraz fotografii archiwalnych, dotyczących tradycyjnej kultury i muzyki wsi Polski, Ukrainy i Białorusi. W zbiorach są także zeszyty etnograficzne Andrzeja Bieńkowskiego (opisy badań), dokumenty i korespondencja z muzykantami. Kolekcja zawiera również instrumenty wiejskie;
- Muzyka Odnaleziona w Muzykotece szkolnej – filmy o charakterze edukacyjnym pokazujące różnorodność współczesnego bytu muzyki tradycyjnej, np. „Od bębenka do perkusji”, „Dudy, kozły, gajdy”, „Śpiewy, gwizdy, krzyki”[4];
- 10 odcinków filmów we współpracy TVP Kultura dostępnych w portalu NINA[5];
- Kolekcja krótkich filmów o muzykantach w portalu Youtube .

## Projekty wydawnictwa
Oddzielną działalność wydawniczą prowadzi wydawnictwo Muzyka Odnaleziona, które wydało następujące pozycje:
- Cykl archiwalnych wydawnictw płytowych – seria Muzyka Odnaleziona: „Ostatni wiejscy muzykanci”, „Czas harmonii”, „Mety grają”, „Koniec basów”, „Śpiewy Polesia. Ukraina”, „Cztery strony Rawy”, „Kajocy. Wokół Kędzierskich”, „Jadąc przez Roztocze”, „Mazurki do wynajęcia”, „Mistrzowie harmonii”, „Śpiewy, gwizdy, krzyki”, „3XGace. Mistrzowie/Uczniowie”, „Białoruś. Śpiewy obrzędowe/śpiewy z kołchozów”;

- 3 Książki o muzyce wiejskiej Andrzeja Bieńkowskiego: „Ostatni wiejscy muzykanci” (z filmem DVD), „Sprzedana muzyka” wydawnictwa Czarne oraz „1000 kilometrów muzyki. Warszawa-Kijów” wydane przez Mazowiecki Instytut Kulturalny w Warszawie;

- Seria „Krewni/Znajomi” to współczesne wykonania muzyki tradycyjnej, np. „Maria Siwiec. Śpiewaczka z Gałek Rusinowskich”, w tym płyty młodych kontynuatorów muzyki wiejskiej: „Muzikaim. Kapela Brodów”, „Dansing. Tęgie chłopy”, „Czas wesela. Kapela Niwińskich” oraz „Kolberg po żydowsku” – to dokumentacja projektu fundacji – poszukiwanie śladów muzyki żydowskiej w archiwach, w pamięci wiejskich muzykantów. Płyta zawiera zarówno nagrania archiwalne, jak i zapis koncertu/zabawy w Muzeum POLIN

Fundacja Muzyka Odnaleziona jako archiwum społeczne współpracuje przy udostępnianiu zbiorów z Ośrodkiem Karta, z Narodowym Archiwum Cyfrowym oraz z Nina

## Nagrody i wyróżnienia
- 2008 – Nagroda Samorządu Województwa Mazowieckiego im. Cypriana Kamila Norwida w dziedzinie sztuki dla Andrzeja Bieńkowskiego za wydane w formie płytowej i książkowej: „Czas harmonii. Pierwsi harmoniści” oraz „Mety grają! Kapela z Gliny” wydawca Muzyka Odnaleziona[6];
- Fonogram Źródeł dla wydawnictw płytowych Muzyki Odnalezionej w latach 2008, 2011 (III nagroda).